# Otto Ludwig (écrivain)
Pour les articles homonymes, voir Ludwig.
Ne doit pas être confondu avec Otto Ludwig (monteur).
Otto Ludwig, né le 12 février 1813 à Eisfeld, et mort le 25 février 1865 à Dresde, est un écrivain, romancier et dramaturge allemand.

## Biographie

### Jeunesse contrariée
Né à Eisfeld dans le duché de Saxe-Hildburghausen, Otto Ludwig y va à l'école primaire. En 1825, un an après son admission, son père, Ernst Friedrich, meurt alors qu'il n'a que douze ans le laissant dans une situation difficile. En 1828, il change d'école pour le Gymnasium Georgianum (de), un établissement public situé dans le proche arrondissement de Hildburghausen pour le quitter l'année d'après. Deux ans plus tard, il retourne au lycée de Saalfeld mais cette année-là marque le décès de sa mère Sophie Christiane née Otto. Après deux années passées à Saalfeld, il retourne à Eisfeld habiter dans son cabanon et étudier la littérature et la musique. En 1834, il présente, à Eisfeld, les opéras Die Geschwister et Die Köhlerin. Ce dernier attire l'attention de Bernard II, duc de Saxe-Meiningen qui lui octroie une bourse en 1839, pour poursuivre ses études de musique sous la direction de Félix Mendelssohn, à Leipzig. Une timidité excessive et la maladie l'obligent, cependant, à abandonner sa carrière musicale dès 1840. Il se consacre alors exclusivement à la littérature et écrit plusieurs pièces et nouvelles. En 1842, il quitte Eisfeld pour toujours et obtient, grâce à sa nouvelle intitulée Die Emanzipation der Dienstboten, il lui est permis de continuer ses études à Leipzig. En 1849, il déménage à Dresde après avoir vécu dans différentes villes d'Allemagne. Là-bas, il va présenter, le 4 mars 1850, sa fameuse pièce Der Erbförste.

### Succès en vue
Der Erbförster (1850) attire immédiatement l'attention de l'opinion publique qui reconnaît là une étude psychologique magistrale. Ensuite, grâce à Die Makkabäer (1852) et Die Rechte des Herzens ainsi que Das Fräulein von Scuder, la comédie Hans Frey et la tragédie inachevée concernant Agnès Bernauer, Ludwig est propulsé immédiatement après Christian Friedrich Hebbel parmi les plus illustres auteurs de poésie dramatique du milieu du XIXe siècle.
Installé de façon permanente à Dresde après son mariage, il se tourne vers la fiction et publie quelques histoires sur la vie quotidienne de Thuringe caractérisées par le même souci du détail et l'analyse psychologique que ses pièces de théâtre. Parmi elles, on peut citer la nouvelle Zwischen Himmel und Erde (1855), son œuvre-maîtresse. Ses analyses détaillées et observations sur les œuvres de Shakespeare sont publiées après sa mort à titre posthume.

### Vie privée
En 1852, Ludwig Otto épouse Émilie Winkler avec qui il aura trois enfants Juda (1852), Enst Reinhold Otto (1854) et Cordelia (1858). En 1860, il tombe malade et souffre de troubles nerveux qui auront, finalement raison de lui. Il meurt le 25 février 1865, à Dresde, à l'âge de 52 ans. Il est enterré au cimetière Trinibatis de Dresde.

## Critiques et réception
Essentiellement à cause des deux nouvelles Die Heiteretei et Aus dem Regen in die Trauf, le linguiste et critique littéraire Eduard Engel (de)voyait en Otto Ludwig un des représentants majeurs de la littérature populaire au même titre que Gottfried Keller. Le roman psychologique Zwischen Himmel und Erde (en français : entre ciel et terre), qui aborde le conflit fraternel entre Caïn et Abel dominés par un père autoritaire, est décrit comme un chef-d'œuvre. Franz Mehring et Alfred Döblin admiraient Otto Ludwig, lui reconnaissant tous deux un art narratif exceptionnel qui le faisait rejoindre le panthéon de la littérature classique,.
Le journaliste et critique littéraire Edo Reents (de), qui pourtant ne faisait pas grand cas de son talent, qualifiait Ludwig Otto de fondateur du roman psychologique en Allemagne. De même, pour Armin Gebhardt les nouvelles Die Heiteretei, Aus dem Regen in die Traufe, Zwischen Himmel und Erde ressortent de son œuvre narrative et la pièce de théâtre Der Erbförster ainsi que die Dramatischen Studien appartiennent aux plus importants travaux d'Otto Ludwig.
En 1942, Harald Braun, scénariste allemand, réalise l'adaptation cinématographique inspirée de Zwischen Himmel und Erde (1942) (en français :entre ciel et terre) transposée dans une autre époque, avec des personnages supplémentaires ainsi qu'un happy-end.

## Œuvres

### Prose
- Entre ciel et terre (1856)
- Die Heiterethei und ihr Widerspiel (de) De Charybde en Scylla

### Pièces de théâtre
- Les Macchabées (1854)

## Hommages et monuments
La maison d'Otto Ludwig à Eisfeld est devenu un lieu commémoratif en son honneur. On y retrouve un monument réalisé en 1934 par le sculpteur Karl Röhrig (de) composé d'un buste du jeune écrivain. Arnold Kramer (de) a quant à lui réalisé un Hermès de marbre de l'auteur qui a été inauguré officiellement au jardin appelé Burgerwiese de Dresde en 1911. Un autre buste en bronze sur socle de marbre sculpté par Adolf von Hildebrand, trône depuis 1892 dans le parc Herrenberg de Meiningen. De même, dans le hall d'entrée du théâtre de Meiningen, se trouve un buste de Ludwig Otto, réalisé en 1909 par Otto Lessing selon le modèle de von Hildebrand.
Des rues d'Eisfeld, Dresde, Meiningen, Nordhausen et Berlin-Charlottenburg portent le nom du poète ainsi qu'une école à Eisfeld.